# شهرستان وونینگ
شهرستان وونینگ (به لاتین: Wuning County) یک شهرستان‌های جمهوری خلق چین در چین است که در جیاجیانگ واقع شده‌است.